# Wiersz amfibrachiczny
Wiersz amfibrachiczny – wiersz sylabotoniczny realizujący, zazwyczaj bardzo dokładnie, metrum amfibrachiczne. Wiersze amfibrachiczne charakteryzują się tokiem dierezowym. Najpopularniejszymi formatami wiersza amfibrachicznego są trójstopowiec i czterostopowiec. Klasycznymi przykładami wierszy amfibrachicznych są „Chór Strzelców” Adama Mickiewicza, „Duma o Wacławie Rzewuskim” Juliusza Słowackiego, „Deszcz jesienny” Leopolda Staffa, „Matysek” Bolesława Leśmiana, „Miejsce pogrzebania” Stanisława Ciesielczuka, „Walc” Czesława Miłosza, „Szyby” Ewy Lipskiej. Nieregularnym wierszem amfibrachicznym o zmiennej liczbie stóp posługiwał się Jan Bolesław Ożóg („Jemioła”, „Dziedzilia”, „Wodnica”).
O, nie daj mi, Stwórco, w pościeli z poduszką,
W bieliźnie pod kołdrą umierać na łóżku
Wśród nosów wilżących się żalem.
Stanisław Ciesielczuk, „Miejsce pogrzebania”